# John Hill Hewitt

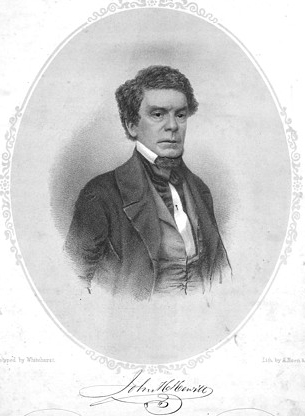

John Hill Hewitt (Nova Iorque, 11 de julho de 1801 - Baltimore, 7 de outubro de 1890) foi um compositor, dramaturgo e poeta norte-americano. Ele é mais conhecido por suas canções sobre os sul-americanos, incluindo "A Minstrel's Return from the War", "A Soldier's Farewell", "The Stonewall Quickstep" e "Somebody's Darling".